# 주암 나들목
주암 나들목(Juam IC)은 전라남도 순천시 주암면 요곡리에 있는 호남고속도로의 3번 교차로이다.

## 연혁
- 1973년 11월 14일: 호남고속도로 전주 ~ 순천 구간 개통과 함께 통행 개시[1]
- 1995년 4월 1일: 나들목 구조 입체화 공사로 인해 전라남도 승주군 주암면 요곡리 ~ 복다리 720m 구간을 승주군 주암면 요곡리 ~ 고산리 1.7km로 도로구역 변경[2]
- 2005년 1월 19일: 요금소 명칭을 주암송광사 요금소로 확정

## 구조물 정보
- 위치: 전라남도 순천시 주암면 요곡리
- 영업소: 전라남도 순천시 주암면 호남고속도로 21

## 접속하는 도로
- 동주로 (국도 제22호선, 국도 제27호선)

## 요금소 명칭
주암 나들목 요금소 설치 당시 한국도로공사와 주암면, 송광사 간에 요금소의 명칭 결정에 대한 논쟁이 있었다. 한국도로공사는 개통 당시 요금소의 명칭을 송광사 요금소로 정하고 간판을 내걸었으나, 주암면이 명칭 변경을 주장해 마찰이 빚어지자 1997년 2월 간판을 철거하였다. 주암면은 지역명의 대표성과 주암댐의 인지도를 근거로 주암 요금소를, 송광사 측은 요금소 통과 차량의 30 % 가량이 송광사 방문 목적임을 근거로 송광사 요금소를 주장해 왔다. 2005년 1월 19일에 요금소 명칭이 현재의 주암송광사 요금소로 확정되었다.

## 교통량 정보
| 요금소              | 통행량 (대/일) | 통행량 (대/일) | 통행량 (대/일) | 통행량 (대/일) | 통행량 (대/일) | 통행량 (대/일) | 통행량 (대/일) | 통행량 (대/일) | 통행량 (대/일) | 통행량 (대/일) | 각주  |
| 요금소              | 2001년         | 2002년         | 2003년         | 2004년         | 2005년         | 2006년         | 2007년         | 2008년         | 2009년         | 2010년         | 각주  |
| ------------------- | -------------- | -------------- | -------------- | -------------- | -------------- | -------------- | -------------- | -------------- | -------------- | -------------- | ----- |
| 주암송광사 (폐쇄식) | 2,323          | 2,356          | 2,393          | 2,393          | 2,562          | 2,607          | 3,133          | 2,794          | 2,913          | 2,933          | [ 5 ] |
| 요금소              | 2011년         | 2012년         | 2013년         | 2014년         | 2015년         | 2016년         | 2017년         | 2018년         | 2019년         |                | [ 5 ] |
| 주암송광사 (폐쇄식) | 2,660          | 2,493          | 2,375          | 2,289          | 2,445          | 2,488          | 2,646          | 2,528          | 2,577          |                | [ 5 ] |